# E=mc²: Biografia dell'equazione che ha cambiato il mondo
E=mc2 Biografia dell'equazione che ha cambiato il mondo (E=mc2: A Biography of the World's Most Famous Equation) è un libro di divulgazione scientifica scritto da David Bodanis.

## Pubblicazioni
È stato tradotto in 26 lingue e pubblicato in Italia nel maggio 2001. Ha avuto varie ristampe. Le ultime uscite sono la n°5, n°6 e n°7 pubblicate da Arnoldo Mondadori editore in Italia, nella collana Oscar Mondadori del 2011.

## Articolazione del libro
Il libro è diviso in 5 parti per un totale di 16 capitoli, più una premessa (di Simon Singh) ed una prefazione dell'autore, raggiungendo lo spessore di 287 pagine.
Ogni capitolo vede come protagonista uno o più personaggi che hanno dato inizio alla storia dell'argomento trattato.

### La nascita
In questa parte del libro si parla della situazione in cui Albert Einstein, protagonista, stava nel periodo in cui meditava la sua famosa teoria della relatività ristretta.
- I Ufficio brevetti di Berna, 1905 (Albert Einstein)

### I progenitori di E=mc2
In questa sezione del libro si tratta la storia e la scoperta degli elementi presi in considerazione da E=mc2.
- II E come energia (Michael Faraday)
- III = (uguale)
- IV m come massa (Antoine Lavoisier e sua moglie)
- V c come celeritas (Galileo Galilei, Tycho Brahe e James Clerk Maxwell)
- VI 2 (Voltaire ed Émilie du Châtelet)

### I primi anni
In questa sezione del libro vengono descritte le prime scoperte correlate con la Teoria della relatività ristretta.
- VII Einstein e l'equazione (Albert Einstein)
- VIII All'interno dell'atomo (Atomo e relativi studiosi)
- IX Mezzogiorno sulla neve (Otto Hahn e Lise Meitner)

### La maturità
In questa sezione vengono raccontate le prime applicazioni di E=mc2: a scopo bellico durante la seconda guerra mondiale.
- X Il turno della Germania (Albert Einstein e Werner Heisenberg)
- XI Norvegia (Attentato alla Norsk Hydro)
- XII Il turno dell'America (Robert Oppenheimer)
- XIII Ore 8.16, nei cieli del Giappone (Processo di scissione nucleare)

### Fino alla fine dei tempi
In questa sezione si descrive l'importanza della Teoria della relatività ristretta posta su scala universale.
- XIV Le esplosioni all'interno del Sole (Cecilia Payne)
- XV La creazione del pianeta Terra (Fred Hoyle)
- XVI Un bramino alza gli occhi al cielo (Subrahmanyan Chandrasekhar)

### Sezioni finali
In questa sezione è riportato prima un breve epilogo del libro e poi altre informazioni sui personaggi trattati nel libro (come hanno vissuto e come sono morti).

Nella sezione Note sono raggruppare ulteriori spiegazioni ed annotazioni dell'autore; in Bibliografia sono citati e descritti brevemente i testi letti dall'autore ed in Ringraziamenti è presente una nota di ringraziamentod ell'autore a chi lo ha aiutato a scrivere il libro.

Alla fine c'è l'indice analitico.
- Epilogo - Il significato profondo dell'opera di Einstein
- Ulteriori notizie sulle altre figure di spicco
- Note (del libro e dell'epilogo)
- Bibliografia
- Ringraziamenti
- Indice analitico